# Milano Gletscher
Milano Gletscher är en glaciär i Grönland (Kungariket Danmark).   Den ligger i kommunen Sermersooq, i den östra delen av Grönland, 1 400 km öster om huvudstaden Nuuk. Milano Gletscher ligger 161 meter över havet.
Terrängen runt Milano Gletscher är varierad. Havet är nära Milano Gletscher norrut.  Trakten runt Milano Gletscher är nära nog obefolkad, med mindre än två invånare per kvadratkilometer. Det finns inga samhällen i närheten.